# Flottenadmiral
El Flottenadmiral (‘almirante de Flota’) era el cargo marítimo de la República Democrática Alemana para el comandante en jefe de la Armada Popular (Volksmarine). 

## Descripción
En la RDA equivalía a un almirante de 4 estrellas, es decir, superior al almirante, aunque cabe destacar que la Volksmarine nunca otorgó este grado, y a pesar de esto el almirante de Flota se igualaba con el almirante de la Bundesmarine (la Armada de Alemania Occidental).
Este grado, al igual que el grado de mariscal de la RDA fueron creados el 25 de marzo de 1982, nunca habiendo sido otorgados a un oficial. 
El almirante de Flota de la RDA debía someterse al mando de la Armada Soviética, a diferencia del gran almirante (Großadmiral) y del almirante general de la Marina de Guerra alemana. En noviembre de 1989 se eliminaron estos grados, ya que el ministro de seguridad era vicealmirante y fue ascendido solamente al grado de almirante.